# Guayania inflata
Genre
Espèce
Guayania inflata, unique représentant du genre Guayania, est une espèce d'opilions laniatores de la famille des Zalmoxidae.

## Distribution
Cette espèce est endémique de l'État de Bolívar au Venezuela. Elle se rencontre vers Sifontes.

## Description
Le mâle holotype mesure 1,98 mm et la femelle paratype 2,16 mm.

## Publication originale
- González-Sponga, 1999 : « Aracnidos de Venezuela. Cinco nuevos géneros y cinco nuevas especies de microopiliones hemiedaficos (Opiliones Laniatores, Phalangodidae). » Acta Biologica Venezuelica, vol. 19, no 2, p. 55–69.